# Baia, Arad
Baia este un sat în comuna Vărădia de Mureș din județul Arad, Crișana, România. La recensământul din 2002 avea o populație de 140 locuitori.

## Vezi și
- Biserica de lemn din Baia

## Galerie de imagini

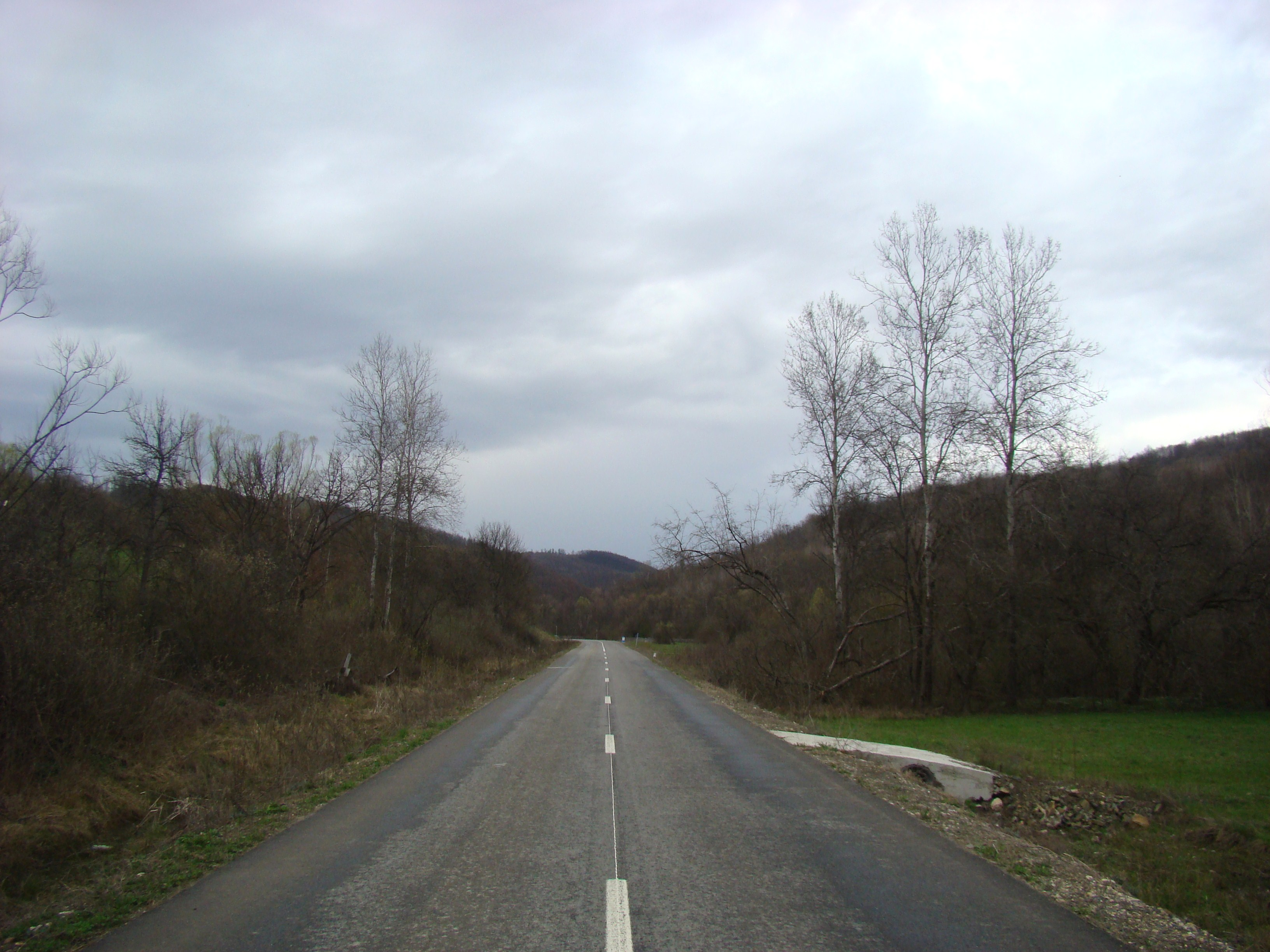
Drumul Slatina de Mureș-Baia
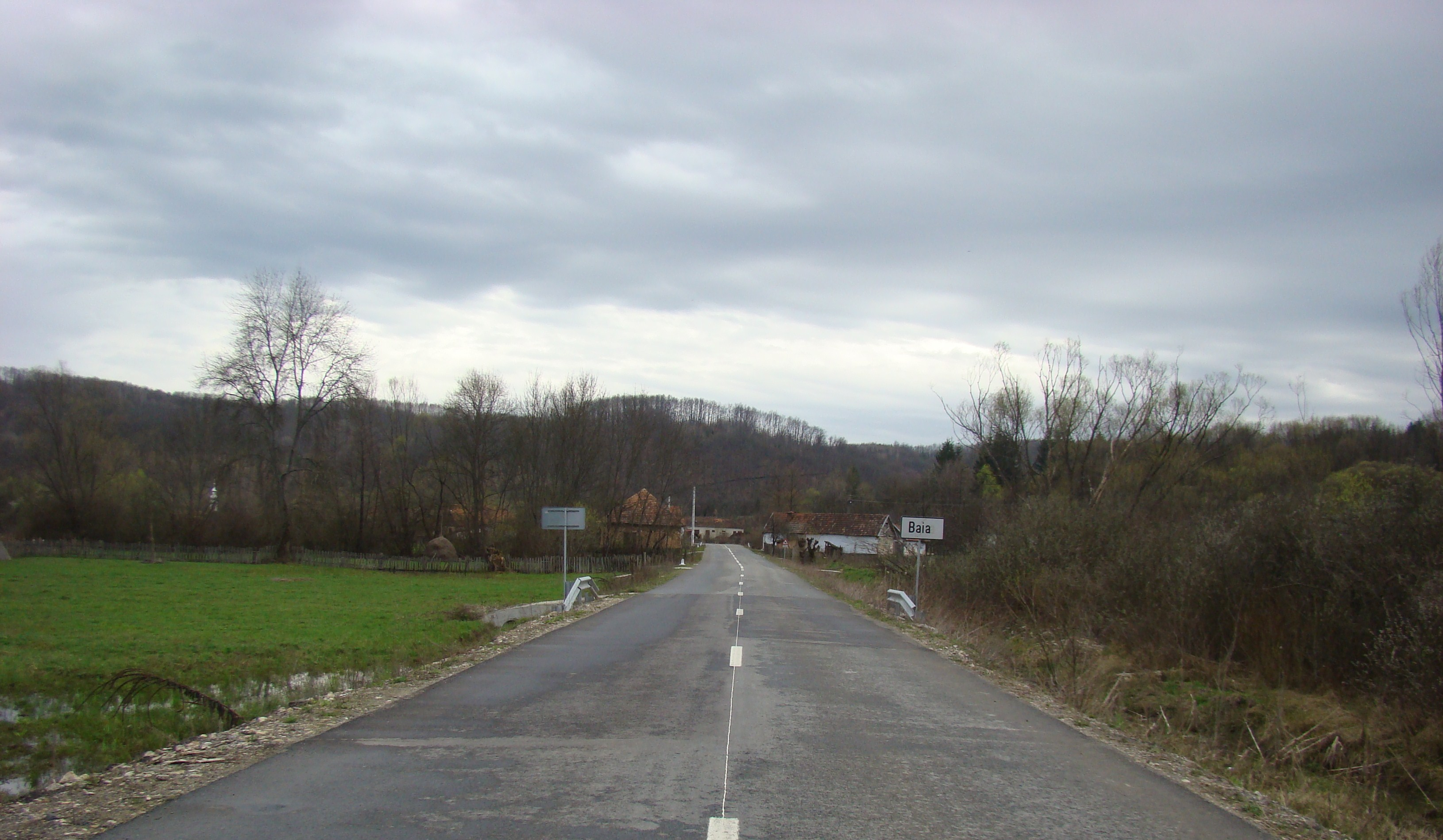
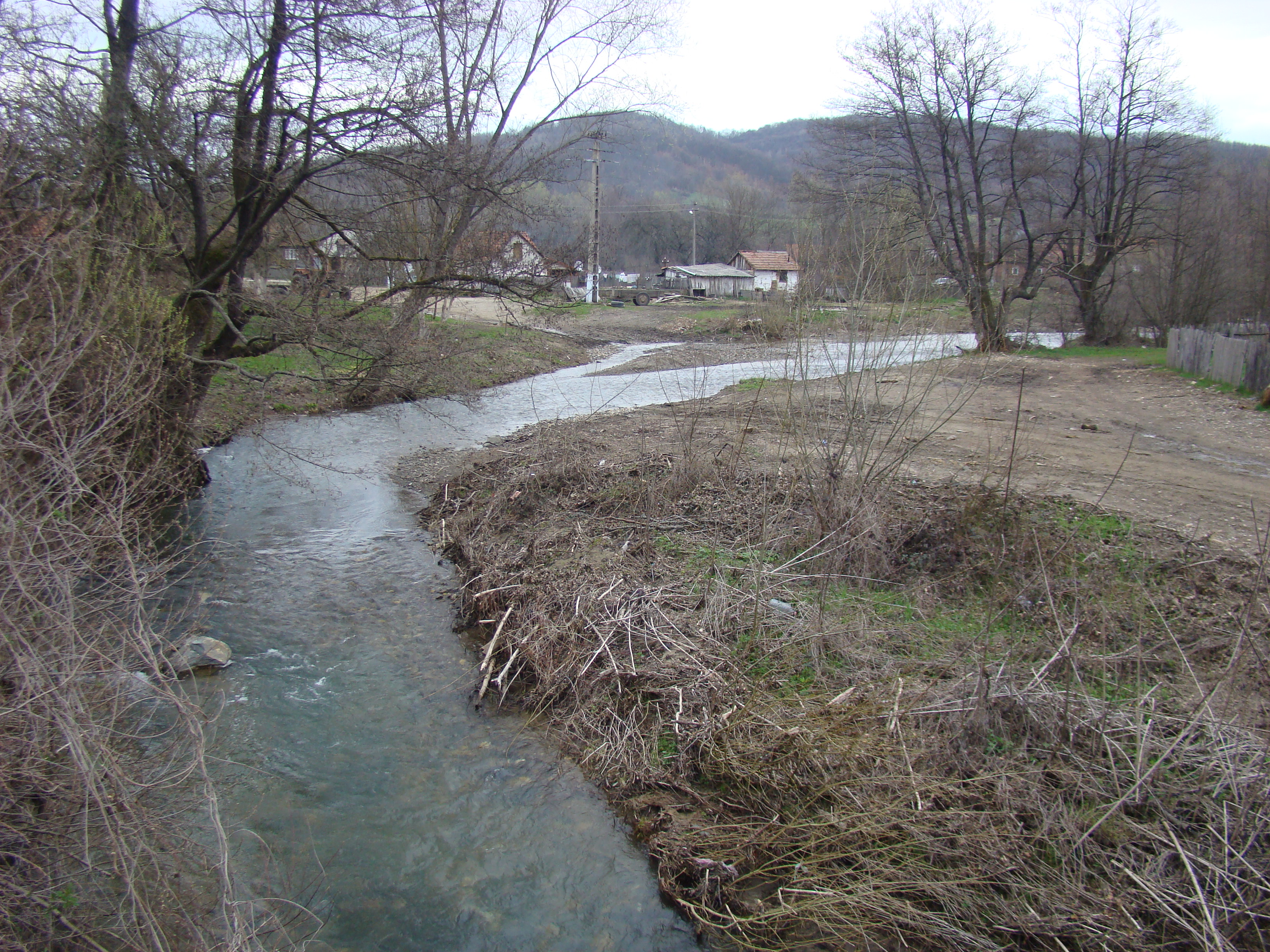
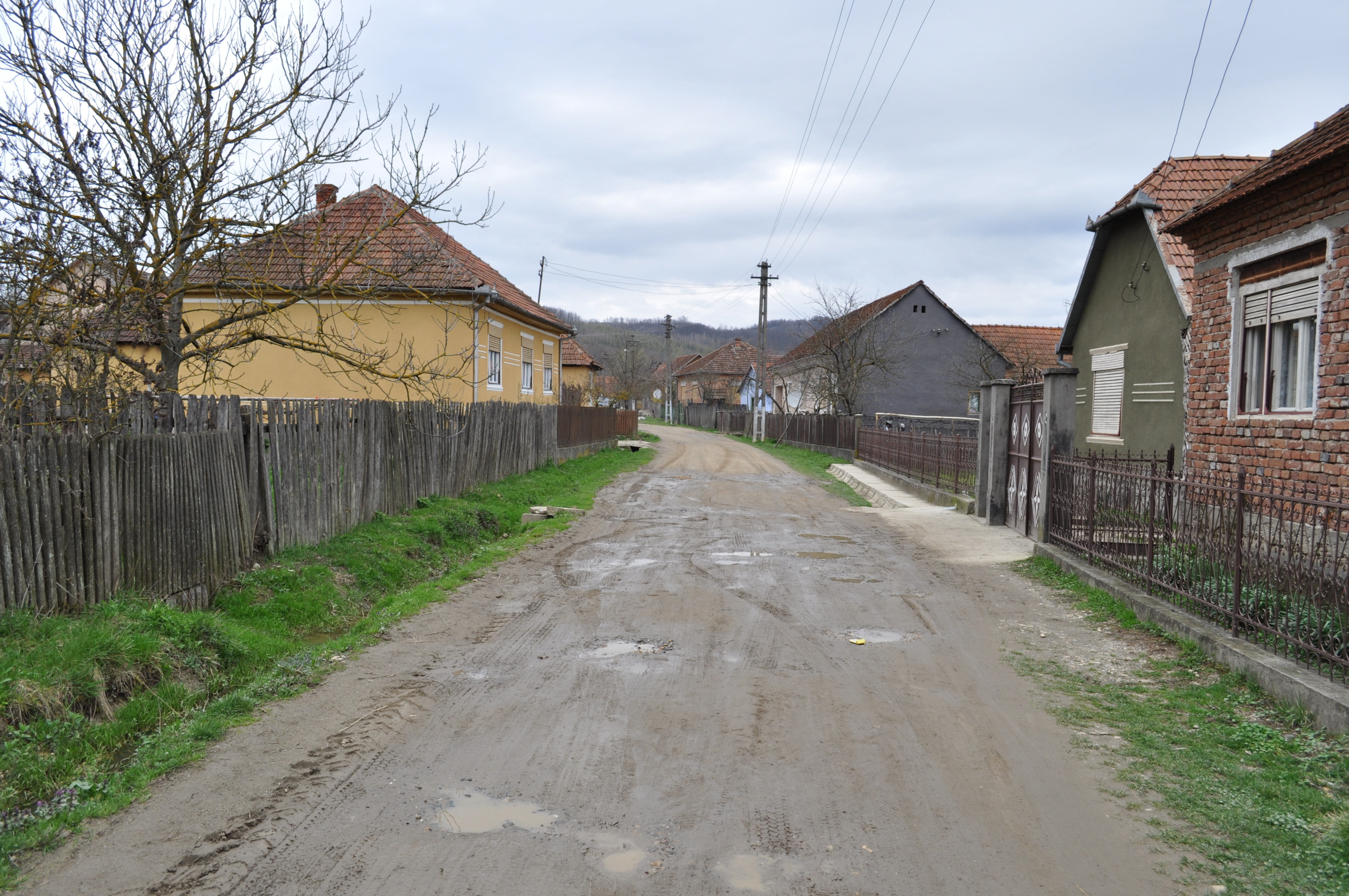
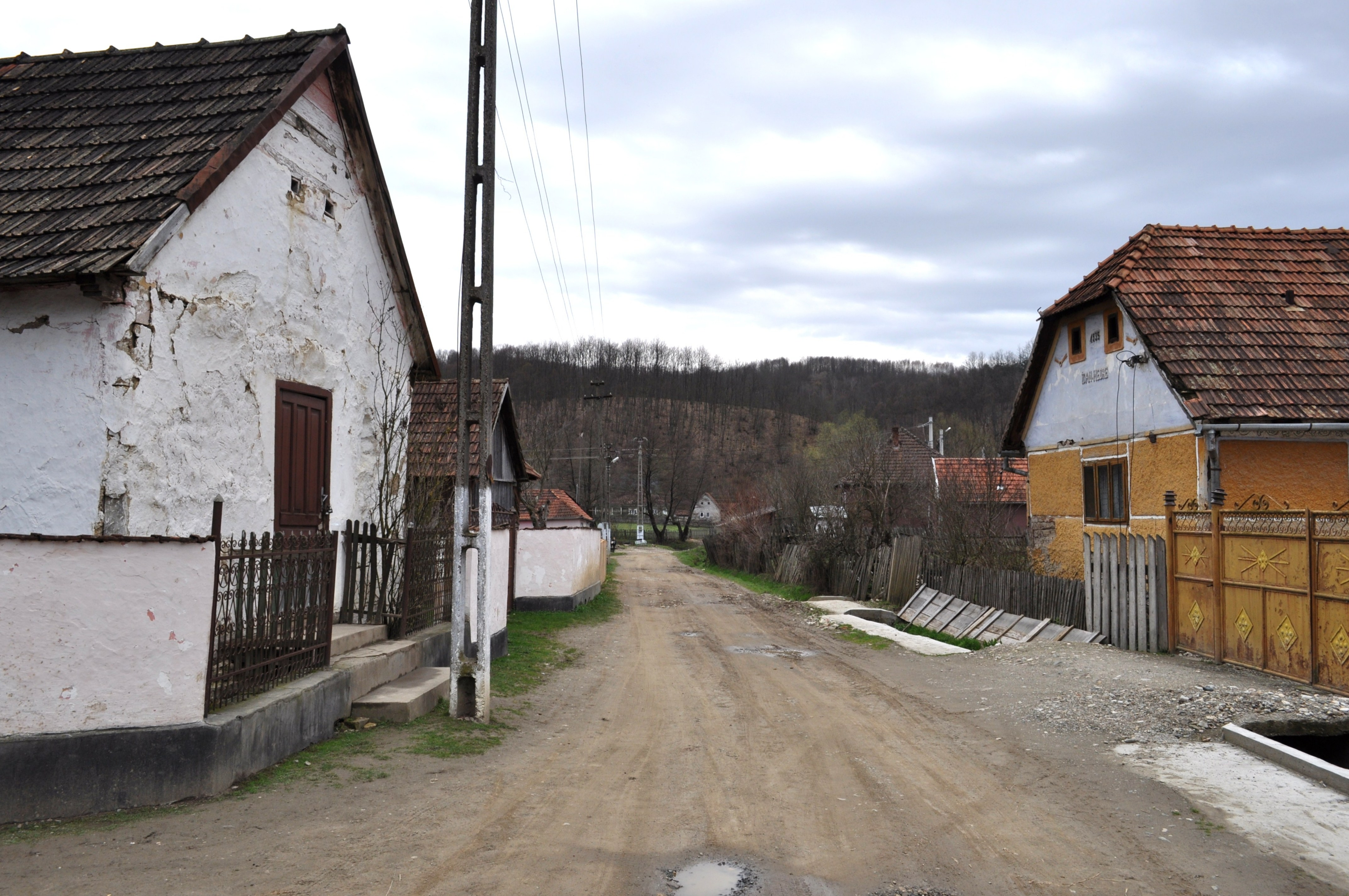
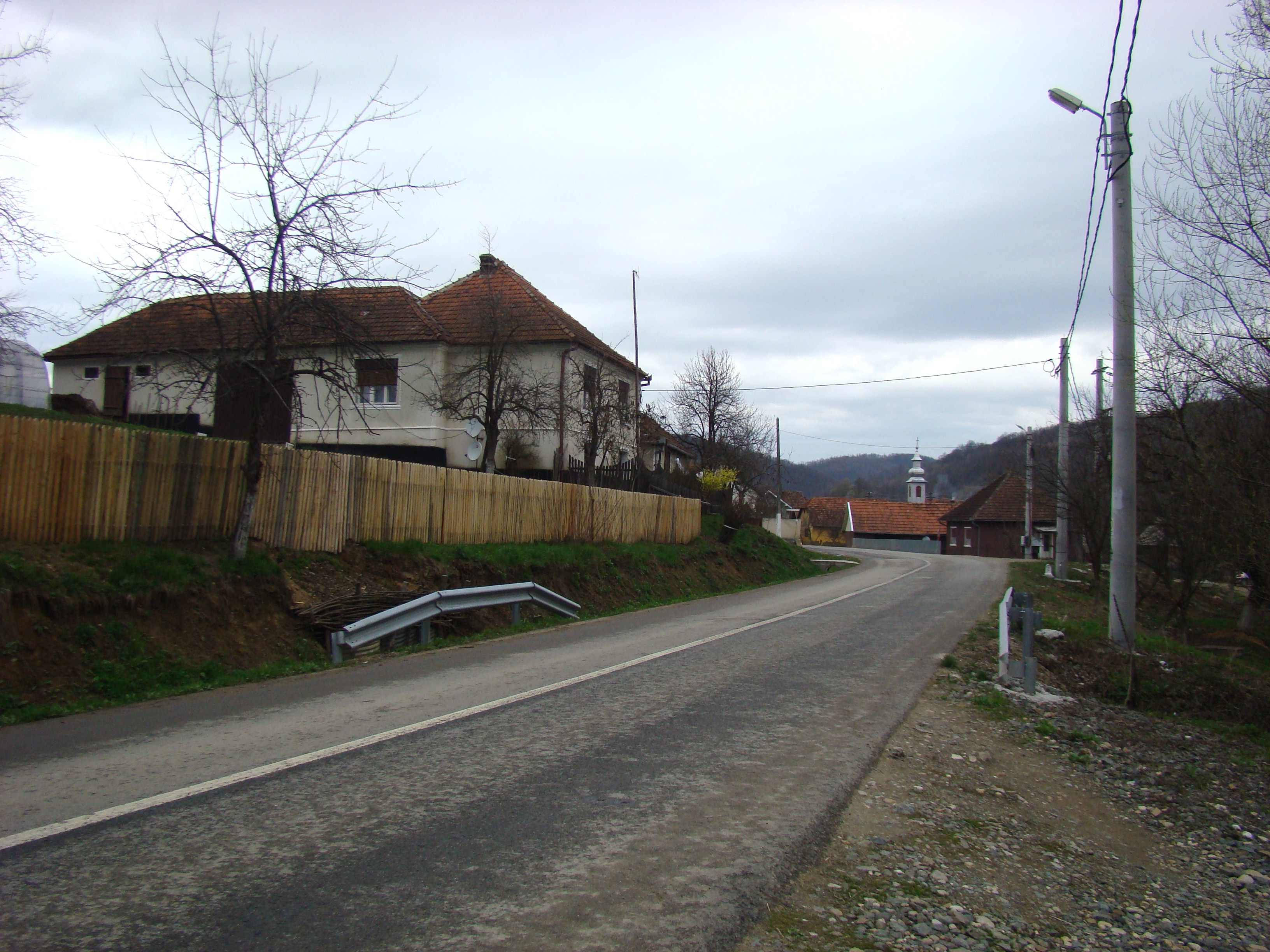
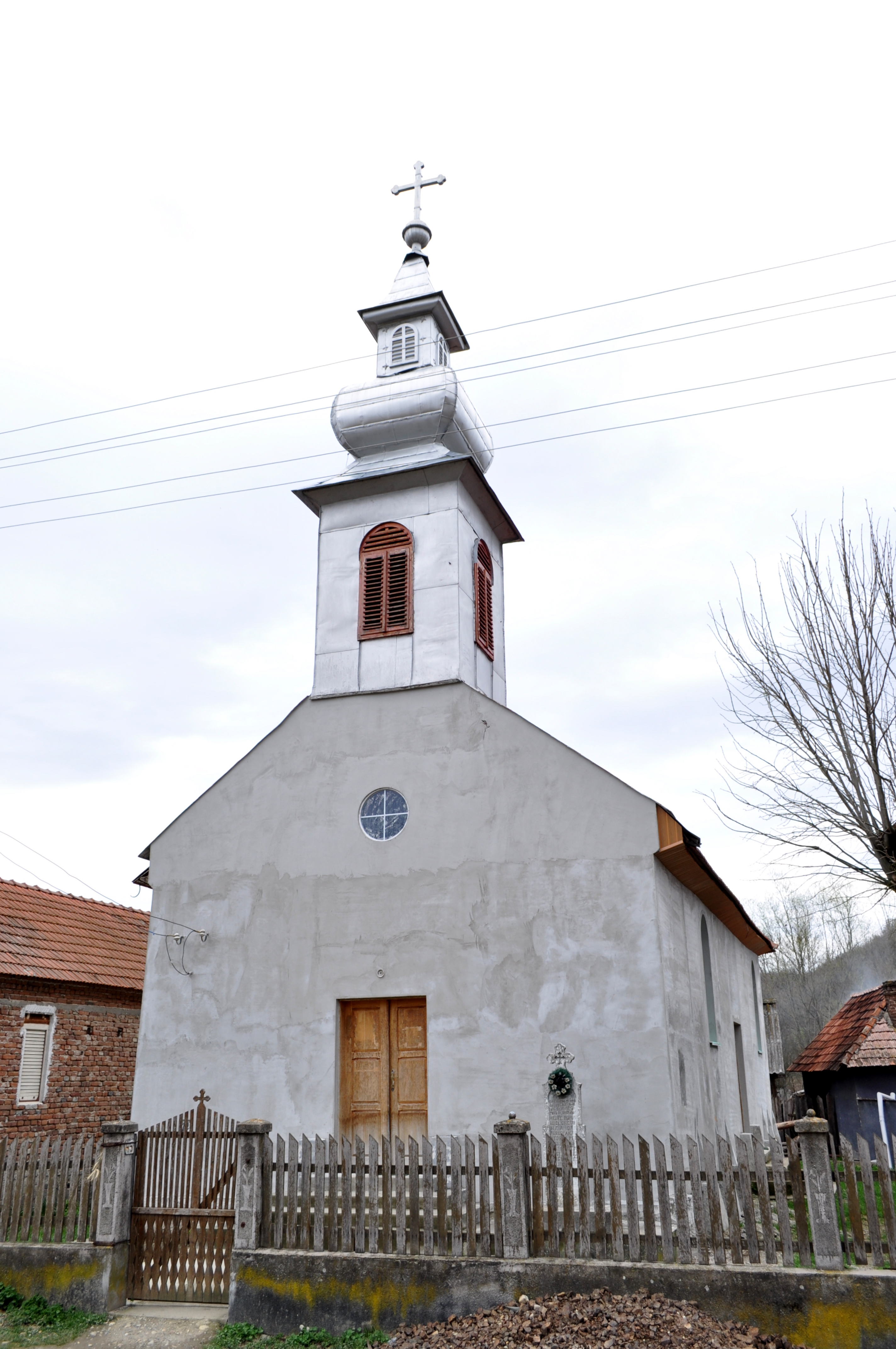
Biserica de lemn „Sfântul Mare Mucenic Gheorghe” (1823)
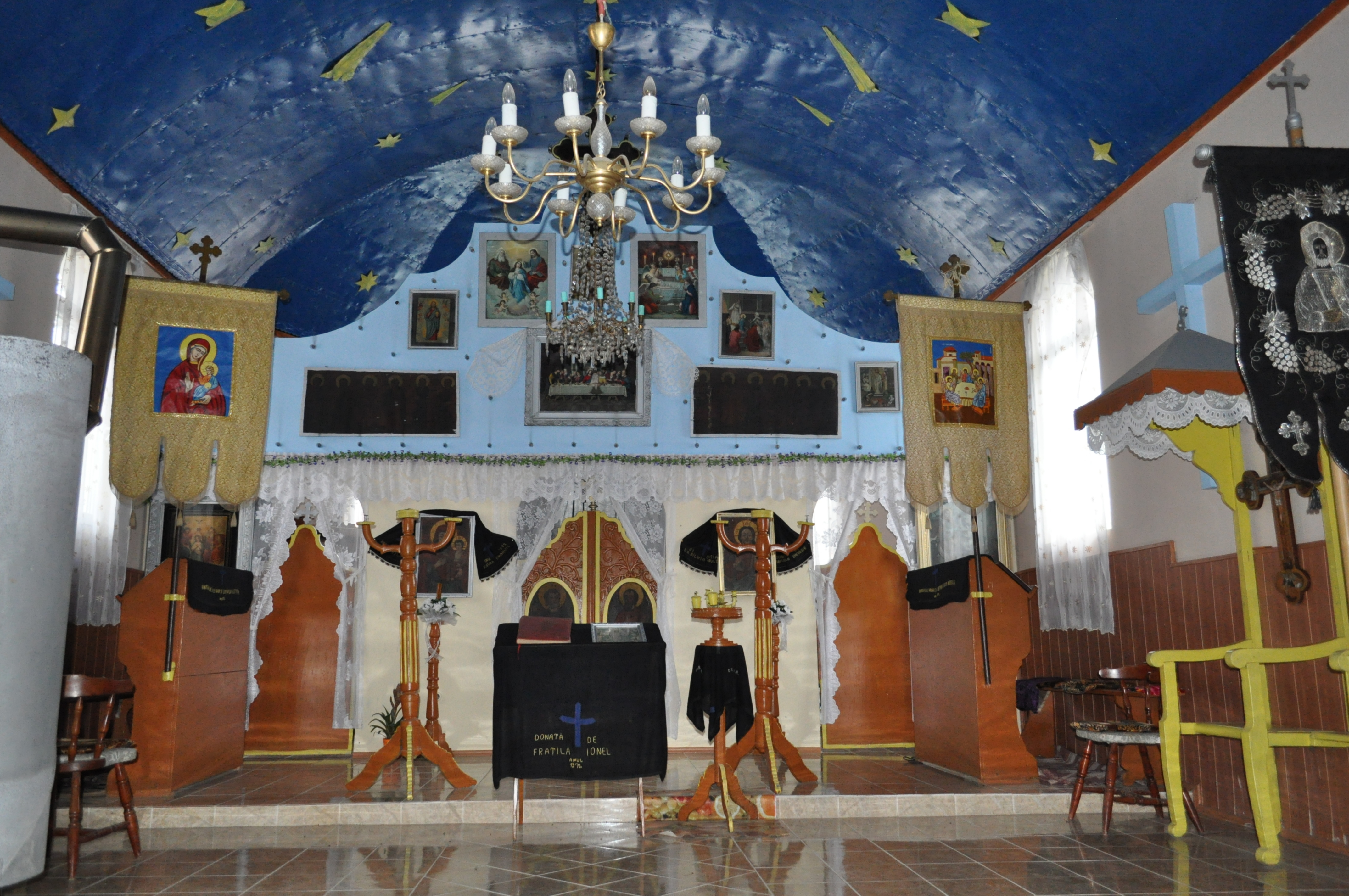
Biserica de lemn „Sfântul Mare Mucenic Gheorghe” (interior)
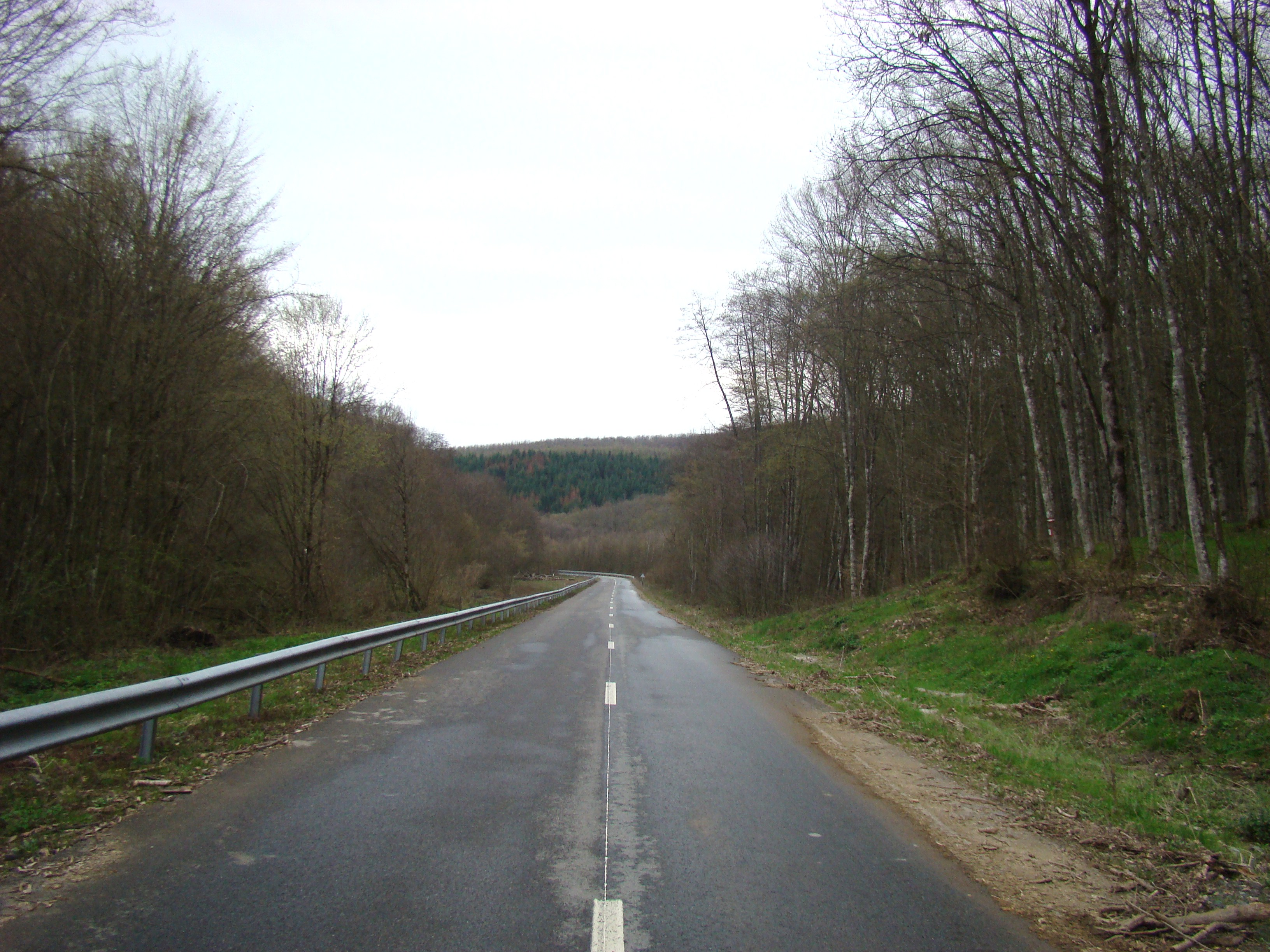
Drumul Baia-Julița